# Joost
O Joost foi um serviço de televisão exibida via internet desenvolvido pelos mesmos criadores dos softwares Skype e KaZaA. O sueco Niklas Zennström e o dinamarquês Janus Friis criaram o Joost com a intenção de possibilitar a transmissão de conteúdo da TV pela internet de uma forma eficiente e respeitando os direitos autorais.  

## Os criadores
O sueco Niklas Zennström, de 40 anos, e o dinamarquês Janus Friis, de 30, fizeram história no mundo da tecnologia. Eles promoveram duas revoluções nos últimos anos - e isso não é só força de expressão. Em 2000, inventaram o KaZaA, um programa que permitia trocar músicas grátis pela internet e abalou para sempre os alicerces da indústria fonográfica. Foi a partir do KaZaA que surgiram os sites da Web 2.0, como o YouTube e o Flickr, em que os próprios internautas podem produzir e distribuir o conteúdo na internet. E foi por causa do KaZaA que as gravadoras passaram a vender músicas pela internet, quando perceberam que o compartilhamento de músicas entre os usuários era uma tendência irreversível. Quatro anos depois, Zennström e Friis inovaram novamente. Dessa vez, eles subverteram a ordem do mercado de telefonia. Inventaram o Skype, um programa que permitiu usar o computador como um telefone convencional, só que pagando mais barato pelas ligações. Isso obrigou as empresas de telecomunicações a baixar as tarifas e se adaptar à nova tecnologia de transmissão de voz pela internet. Na semana passada, os "gênios escandinavos", como ficaram conhecidos, voltaram à carga. O alvo, agora, foi a televisão. Eles anunciaram o lançamento do Joost (fala-se "djuust" - lembrando a palavra suco, em ingles, juice, como referencia a ser uma mistura entre web e tv), um programa que vai permitir a transmissão de imagens de TV pela rede.
O serviço foi descontinuado em 2012.